# Alison Wonderland
Alison Wonderland, pseudonimo di Alexandra Sholler (Sydney, 27 settembre 1986), è una disc jockey, produttrice discografica, cantante e musicista australiana.
Il suo album di debutto, Run, è stato pbblicato il 20 marzo 2015, ed ha raggiunto la posizione nº6 nella classifica degli album della ARIA Charts.

## Biografia
Sholler è nata a Sydney, in Australia il 27 settembre 1986. Il padre di Alison, Gary, è il direttore dei servizi cardiaci pediatrici nell'unico servizio di cardiochirurgia pediatrica dello stato del Nuovo Galles del Sud, oltre ad essere un cardiologo pediatrico di fama mondiale. Sempre a Sydney si è formata come musicista classica, specializzata in violoncello. Si è esibita come violoncellista con la Sydney Youth Opera e in seguito è stata una bassista in alcune band indie rock locali.

## Carriera

### Inizi (2008-2012)
Nel 2012 ha lavorato al remix di "I Wish I Never Met You" di Sam Sparro, che è apparso come bonus track sulla versione giapponese del suo secondo album, Return to Paradise, pubblicato il 1º giugno dello stesso anno.
Sempre nel 2012, Sholler ha fatto un tour con il Parklife Music Festival, visitando i parchi cittadini australiani da settembre a ottobre. La sua scaletta includeva i suoi remix di "I Wish I Never Met You" di Sparro e "Blue Eyes" dei Ladyhawke. Secondo Lauren Payne di Purple Sneakers, la versione di Sholler di "Blue Eyes" è "un remix molto digitale del nuovo e accattivante singolo di Ladyhawke. Scambiando chitarra e batteria per una vibrazione più elettronica, [Wonderland] ha apportato alcune modifiche techno al singolo e il prodotto finale è, in vero stile [Wonderland], semplicemente splendente!".

### Calm DowneRun(2013-2016)
Sholler ha pubblicato il suo singolo di debutto "Get Ready" (con Fishing), nel luglio 2013. La traccia è stata co-scritta da Sholler con Russell Fitzgibbon, Brendan Picchio e Douglas Wright. Nel 2014 ha firmato per EMI Music Australia che fa parte della Universal Music Australia.
Il 27 giugno esce il suo primo EP, Calm Down, anticipato dai singoli "I Want U" e "Cold". "I Want U", che è stato co-scritto da Sholler con Andrew Swanson (alias Djemba Djemba), ha raggiunto la posizione nº38 nella classifica dei singoli dell'ARIA, ed è stato certificato disco d'oro dall'ARIA nel 2016.
L'11 febbraio 2015, pubblica "U Do not Know", che anticipa l'uscita dell'album di debutto Run. Il singolo ha visto la partecipazione di Wayne Coyne, leader dei Flaming Lips. Successivamente viene pubblicato il video ufficiale della canzone in cui compare l'attore statunitense Christopher Mintz-Plasse. Il singolo raggiunse la posizione nº63 nella classifica dei singoli dell'ARIA, oltre ad aver registrato oltre tre milioni di stream su Spotify a partire dal 20 gennaio 2016.
Run è stato pubblicato in Australia il 20 marzo 2015, negli Stati Uniti, il 7 aprile, mentre nel Regno Unito il 4 settembre. L'album ha visto la partecipazione dei gruppi Slumberjack e Safia, oltre ai produttori Djemba Djemba, Awe e Lido. Raggiunse la posizione nº6 in Australia e la nº12 in Nuova Zelanda nelle classifiche. K Spence di YourEDM.com ha elogiato l'album a causa della sua diversità e del suo coinvolgimento nell'album, poiché è stata accreditata come scrittrice, cantante e produttrice. La title track è stata pubblicata come singolo l'11 giugno 2015. il videoclip ha raggiunto la sesta posizione in Australia, rendendolo il suo più grande successo fino ad oggi. "Run" ha avuto oltre due milioni di stream su Spotify a partire dal 20 gennaio 2016.
Il 4 agosto 2015, viene pubblicato il terzo singolo "Take It to Reality" con i Safia, mentre il 9 settembre viene pubblicato il quarto singolo "Games" che è stato elogiato da Spence per la mancanza di elementi trap, in cui incorpora la maggior parte della musica di Wonderland. Il 30 ottobre 2015 è stata pubblicata una versione deluxe dell'album, in cui conteneva i remix dei singoli "U Do not Know", "I Want U", "Games", "Run", "Take It to Reality" e "Get Ready".
Sholler è stata nominata agli ARIA Music Awards 2015, "Miglior singolo dance" per "Run"; e il miglior video per "U Do not Know" con Wayne Coyne.
"Run" è stata nella posizione nº59 nella Triple J Hottest 100. Il 6 febbraio 2016 ha presentato in anteprima un brano, "Messiah", in uno spettacolo, che ha incorporato più elementi pop rispetto al suo materiale precedente. È stato pubblicato come singolo nel tardo 2016 con il produttore hip-hop australiano, M-Phazes.

### Awake(2017-presente)
Il 22 settembre 2017 Sholler è stata nominata come New Artist of the Year agli Electronic Music Awards. Il 21 ottobre 2017 è stata classificata alla posizione nº89, nella lista dei Top 100 DJ di DJ Mag. Il 9 novembre 2017 ha pubblicato un brano, "Happy Place", in vista del suo secondo album, Awake, pubblicato il 6 aprile 2018.

## Discografia

### Album in studio
- 2015 - Run
- 2018 - Awake
- 2022 - Loner

### EP
- 2014 - Calm Down

### Singoli
- 2013 - Get Ready (featuring Fishing)
- 2014 - I Want U
- 2014 - Cold
- 2015 - U Don't Know (featuring Wayne Coyne)
- 2015 - Run
- 2015 - Take It to Reality (featuring Safia)
- 2015 - Games
- 2016 - Messiah[30] (featuring M-Phazes)
- 2017 - Happy Place
- 2018 - Church[31]
- 2018 - No[32]
- 2018 - High[33] (featuring Trippie Redd)
- 2019 - Peace

### Remix

#### 2012
- Ladyhawke: Blue Eyes
- 360: Boys like You[34]
- Little Dragon: Shuffle a Dream[35]

#### 2014
- Crooked Colours: Come Down[36]

#### 2015
- Duke Dumont: Ocean Drive[37]
- Hermitude: The Buzz[38]
- Justin Bieber: What Do You Mean?[39]

#### 2017
- Lido: Crazy[40]
- Dua Lipa: New Rules[41]

## Premi
| Anno | Premio                  | Nomination   | Categoria              | Risultato |
| ---- | ----------------------- | ------------ | ---------------------- | --------- |
| 2015 | ARIA Music Awards       | U Don't Know | Miglior video          | Nominata  |
| 2015 | ARIA Music Awards       | Run          | Miglior singolo dance  | Nominata  |
| 2017 | Electronic Music Awards | Se stessa    | New Artist of the Year | Vinto     |